# Amat Escalante

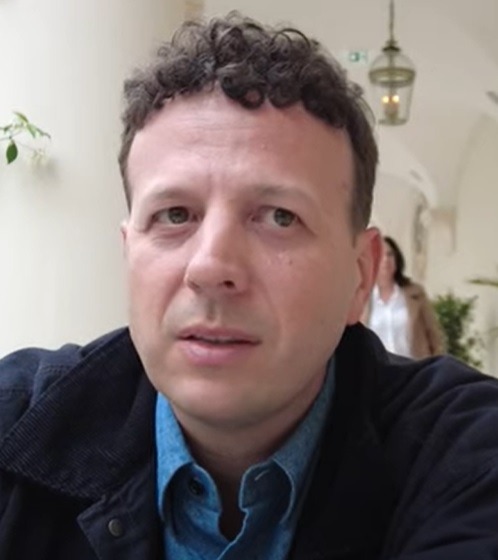
Amat Escalante (2023)

Amat Escalante (* 28. Februar 1979 in Barcelona, Spanien) ist ein mexikanischer Filmregisseur, Produzent und Drehbuchautor.
Im Jahr 2013 erhielt er auf den Filmfestspielen von Cannes für seinen Film Heli den Preis für die beste Regie.

## Leben
Amat Escalante wurde in Barcelona geboren, verbrachte aber die meiste Zeit seiner Kindheit und Jugend in der mexikanischen Stadt Guanajuato. Später kehrte er nach Barcelona zurück, um Filmschnitt und Ton am Centro de Estudios Cinematograficos de Catalunya zu studieren.
Sein erster Kurzfilm Amarrados wurde 2002 auf mehreren Festivals ausgezeichnet. Anschließend war er als Regieassistent von Carlos Reygadas an der Produktion des vielbeachteten Filmes Battle in Heaven beteiligt.
Im Jahr 2005 legte er schließlich mit Sangre seinen ersten eigenen Langspielfilm vor. Seine Premiere feierte dieser auf dem Filmfestival von Cannes im Rahmen der Sektion Un Certain Regard.
In den darauf folgenden Jahren drehte er mit Los Bastardos und Heli zwei weitere Kinofilme. Für Letzteren erhielt er 2013 eine Einladung in den Wettbewerb des 66. Filmfestivals von Cannes, wo er den Regiepreis gewann.
2016 erhielt Escalante für seinen Spielfilm La región salvaje eine Einladung in den Wettbewerb des 73. Internationalen Filmfestivals von Venedig.
2017 wurde er in die Academy of Motion Picture Arts and Sciences (AMPAS) aufgenommen, die jährlich die Oscars vergibt.
Im Jahr 2023 wurde Escalantes Thriller Lost in the Night in das Programm des 76. Filmfestivals von Cannes aufgenommen.

## Filmografie
- 2002: Amarrados (Kurzfilm)
- 2005: Sangre
- 2008: Los Bastardos
- 2010: Revolución (Segment: El cura Nicolas colgado)
- 2013: Heli
- 2016: La región salvaje
- 2023: Lost in the Night (Perdidos en la noche)

## Auszeichnungen
- Sangre. FIPRESCI-Preis der Sektion „Un Certain Regard“ am Filmfestival Cannes 2005. „Silberner Alexander“ am Internationalen Filmfestival Thessaloniki
- Los Bastardos. „Bester Ibero-Amerikanischer Film“ (Mar del Plata Filmfestival, 2008)
- Heli. Preis für die beste Regie am Filmfestival Cannes 2013. Filmfest München: „Bester ausländischer Film“ (ARRI/Osram Award). „Gran Coral“ am Internationalen Festival des Neuen Lateinamerikanischen Films